# Район Сімідзу
Райо́н Сімі́дзу (яп. 清水区, しみずく, МФА: [ɕimid͡zu ku̥]) — район міста Шідзуока префектури Сідзуока в Японії.  Площа становить 265,54 км². Станом на 1 серпня 2011 року населення складало 246 628  осіб, густота населення — 929 осіб/км².